# 千山暮雪 (小说)
千山暮雪為中国作家匪我思存2006年的作品，2009年出版。
小說後來被改編成同名電視劇，於2011年10月22日至11月4日在湖南衞視《金鷹獨播劇場》播出。

## 故事簡介
故事描寫一個父母過世的女孩－童雪，在大學的時候，被逼著當莫紹謙的地下情婦，但她心中卻惦記著以前的初戀男友－蕭山。莫紹謙在人前總是文質彬彬、精明幹練的樣子，唯獨對她卻總是以最粗暴的行動，有一天，莫紹謙的老婆找到了她，解開了莫紹謙逼迫她的原因，也解開了莫紹謙對她的心結。

## 轶事
中国大陆互联网曾流传据称是安倍晋三曾在公开场合讲述的“在这世上，每个人都活得这样辛苦，我曾经羡慕过的人，我曾经向往过的人，我曾经爱过的人，我曾经恨过的人。最后我才知道，他们每个人，其实都和我一样活得千辛万苦。”但作家匪我思存表示这段文字并非安倍所写，而是出自她的小说《千山暮雪》。